# Similicaudipteryx yixianensis
Similicaudipteryx yixianensis (Similicaudipteryx, “similar al Caudipteryx”) és un gènere representat per una única espècie de dinosaure teròpode caudiptèrid, que va viure intervinguts del període Cretaci, fa aproximadament 125 milions d'anys, en l'Aptià, en el que és avui Àsia. Oposat en la Formació Jiufotang, al comtat de Yixian, Província de Liaoning, Xina. El gènere conté un sol gènere descrit Similicaudipteryx yixianensis, que fou anomenat en 2008 per He, Wang, i Zhou.
He i els seus col·legues van assignar a Similicaudipteryx a Caudipteridae basals en les similituds a Caudipteryx, proveneiente de la més antiga Formació Yixian, especialment en la forma dels seus ossos pubicos, encara que aquests ossos té diferents proporcions que en Caudipteryx. Similicaudipteryx també es diferencia del seu parent posseint una pigóstilo amb forma de daga i diverses característiques úniques de les vèrtebres posteriors.